# Нанайська мова
Нанайська мова — мова нанайців, що проживають в Хабаровському та Приморському краях Російської Федерації. Належить до південної гілки Тунгуської мовної родини. Нанайська — аглютинативна синтетична мова номінативного устрою. Як і в інших Алтайських мовах у ній спостерігається сингармонізм голосних.

## Поширення
Нанайська мова поширена в кількох районах на Далекому Сході:
- Район поширення середнього та нижньоамурського діалектів (найхінського, джуенського, болонського, еконського і т. д.) — басейн річки Амур в середній течії; Нанайський, Амурський, Сонячний і Комсомольський райони Хабаровського краю;
- Район поширення кур-урмійського діалекту — басейни річок Кур і Урми в Хабаровському краї;
- Ареал бікінського діалекту — Пожарський район Приморського краю;
- Ареал сунгарійського діалекту — прикордонні ділянки басейну Уссурі в Китайській провінції Хейлунцзян.

## Діалекти
Існує кілька класифікацій діалектів Нанайської мови:
1. Класифікація Липської-Вальнрод 1927 року: сунгарійський, верхньоамурський, уссурійський, урмінський, курський, середньоамурський, нижньоамурський.
2. Класифікація Суніка 1962 року, згідно якого нанайська мова поділяється на два діалекти, що розпадаються на ряд говорів:
  - середньоамурський — сакачі-алянський, найхінський, болонський, джуенський, гарінський говори;
  - верхньоамурський — кур-урмійський, бікінський, правобережний амурський, сунгарійський, уссурійський говори.
3. У класифікації Сем 1976 року діалектна структура представлена інакше: замість двох наріч (середньо- і верхнеамурського), як у Суника виділяються верхньо-, середньо- і нижньоамурське наріччя, які поділяються на ряд діалектів:

а) Верхньоамурське наріччя: правобережний амурський, сунгарійський, бікінський (уссурійський, кур-урмійський діалекти;
б) Средньоамурске наріччя: сікачі-алянський, найхинський, джуенський діалекти;
в) Нижньоамурське наріччя: болонський, еконський, горинський діалекти.

## Соціолінгвістична ситуація
Ситуація з функціонуванням і розвитком нанайської мови, як і в цілому малих мов Росії є несприятливою. Кількість нанайців в світі складає 11883 особи, з них в Хабаровському краї проживають 8940 чоловік, володіють же мовою приблизно 100–150 осіб старшого віку.